# ジャガイモ博物館の一覧
ジャガイモ博物館の一覧（ジャガイモはくぶつかんのいちらん）では、北アメリカやヨーロッパを中心に、ジャガイモに関する展示をコンセプトとする博物館を一覧にしている。

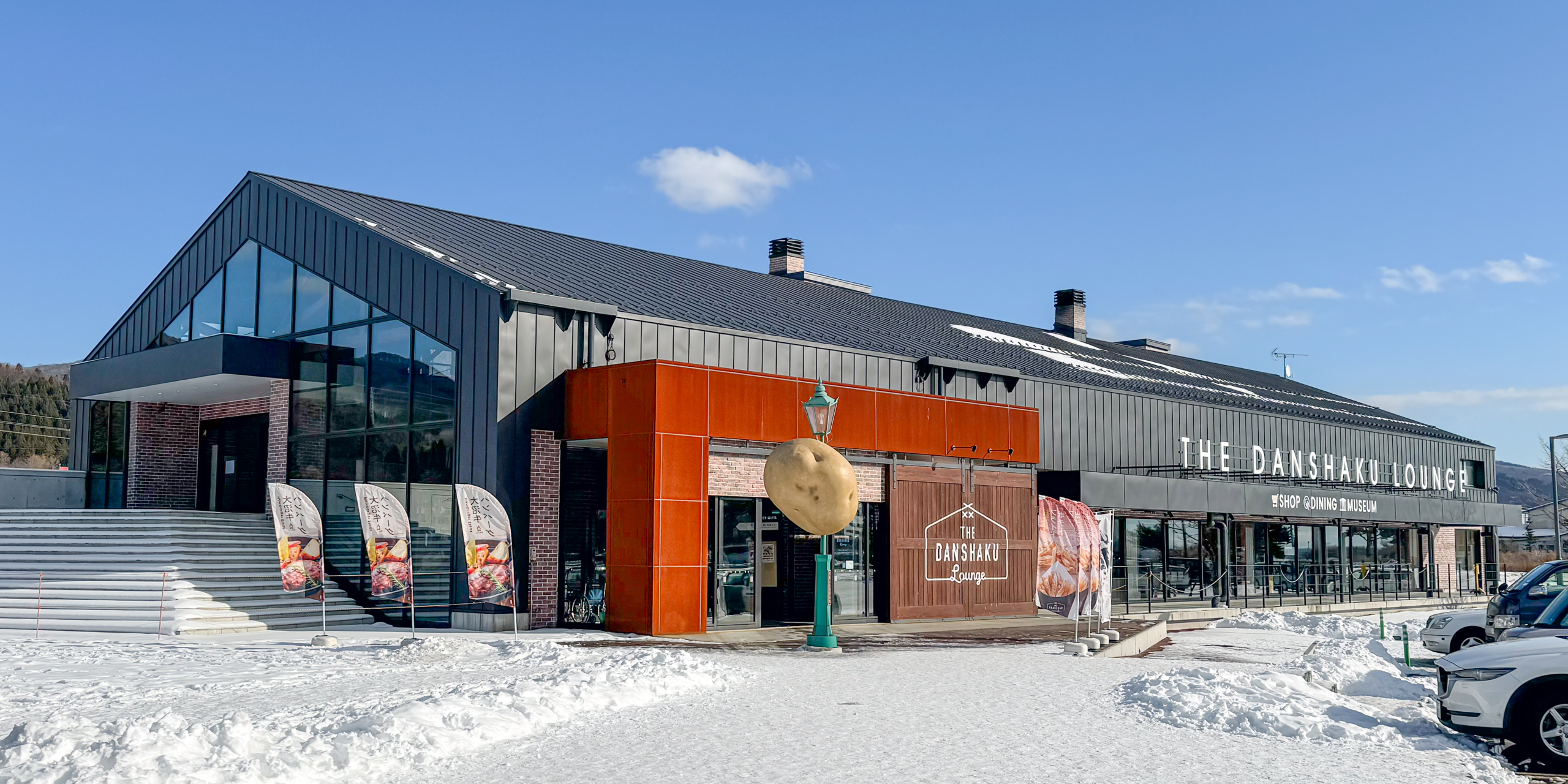
THE DANSHAKU LOUNGE（道の駅なないろ・ななえに隣接）では、男爵いもの生みの親である川田龍吉の生涯にふれることができる

## オーストリア
- Waldviertler Erdäpfelwelt (ヴァルトフィアテルは地名。Erdäpfelweltはジャガイモの世界、ぐらいの意味）は、オーストリア北部のシュヴァイクガースのタウンホールに設置された博物館で、一部にインタラクティブディスプレイも導入され、現代までのジャガイモの歴史や使用法についての展示を行っている[2]。

## ベルギー
- Musée vivant de la pomme de terre (「生きている、ジャガイモ博物館」の意味)はベルギーのジュナップにあるワロニア植物園の一部で、北ヨーロッパ産の様々な品種の玉ねぎの栽培もおこなっている[3]。
- Frietmuseum（フリッツ博物館（英語版））はブルージュにあり、フライドポテト（フリッツ）に特化した展示を行っている。この博物館は、1399年に建てられたブルージュでも最も古い建造物の一つにはいっている[4]。

## カナダ
- The Canadian Potato Museum（カナダ・ポテト・ミュージアム）は、プリンスエドワード島のオレアリーにあり、ジャガイモアートのコレクションに関して世界最大級を誇っている。エントランスには、4.3メートル大のファイバーグラス製でできたジャガイモが設置されていることでも知られる。訪問者は、野生のジャガイモが今日の農業に取り入れられ栽培されてきた流れを知ることができる[5][6]。
- Potato World（ポテト・ワールド）はジャガイモを専門とする博物館である。世界有数のフライドポテトの生産地で「首都」ともいわれるフローレンスビル=ブリストルにある[7][8]。

## デンマーク
- Danmarks Kartoffelmuseum (デンマークジャガイモ博物館ぐらいの意味) はオッテルプにある[9]。デンマークにジャガイモが入ってきた時代は「ドイツのこぶ」と呼ばれていたが、地元の有志がジャガイモの普及につとめ、そういった歴史もあってこの場所に博物館ができた[10]。

## フランス
- Moulin Gentrey（ジャントレ製粉所（フランス語版）はフランス北東部のアルソーにある。1870年のころからあるでんぷんの製粉所を建物として使用しており、繊維工業におけるでんぷんの生産と使用の歴史を学ぶコースの一角で、小規模ながらジャガイモの展示も行っている[11][12]。

## ドイツ
- Deutsches Kartoffelmuseum (ドイツじゃがいも博物館（ドイツ語版）)はフースゲンハイムにあり、同じ町の農業博物館のとなりにある、もともとはシナゴーグだった建物を使っている。1987年開設[13]。
- Das Kartoffelmuseum (じゃがいも博物館（英語版）)は、ミュンヘンにある1996年開設の博物館である。ユニリーバのグループ会社であるプファンニ社(Pfanni)に代わりオットー・エッカート財団が運営を行っている[14][15]。
- Vorpommersches Kartoffelmuseum (フォアポンメルンじゃがいも博物館（ドイツ語版）)はドイツ北東部のトリブゼー(Tribsees)にある[16]。

## 日本
- THE DANSHAKU LOUNGEは北海道七飯町の道の駅なないろ・ななえに隣接し、男爵いもを生んだ川田龍吉の事跡を紹介している[17]。

## アイルランド
- National Famine Museum（アイルランド国立飢餓博物館（英語版））は、中西部のストロークスタウンにある。ジャガイモの不作により生じた歴史的飢饉の展示を主眼にしている。

## イタリア
- Museo della patata (ジャガイモ博物館)は、北イタリアのブドリオにある[18]。

## リトアニア
- Bulvės muziejus(ジャガイモ博物館)は、クディルコス・ナウミエスティスにある。

## アメリカ
- Potato Museum（英語版）（ジャガイモ博物館）はニューメキシコ州のアルバカーキにある。もともとはワシントンDCにあり、当時は完全予約制だった。1993年にアルバカーキに移転。非営利団体が運営している[19][20]。
- Idaho Potato Museum（英語版）（アイダホジャガイモ博物館）はブラックフット (アイダホ州)にある。世界最大の64センチメールのポテトチップ（プリングルズ）を展示していることで知られる[21]。

- アイダホじゃがいも博物館
- カナダじゃがいも博物館
- フォアポンメルンじゃがいも博物館（ドイツ）
- フライドポテト博物館（ベルギー）